# La Bặc Tàng Cổn Bố
La Bặc Tàng Cổn Bố (chữ Hán: 罗卜藏衮布; ? - 1752), Bác Nhĩ Tế Cát Đặc, Trát Tát Khắc Đạt Nhĩ Hãn Thân vương của Mông Cổ Khoa Nhĩ Thấm bộ, con trai của Cố Luân Đoan Mẫn Công chúa và Ngạch phò Ban Đệ.

## Cuộc đời
Năm Khang Hi thứ 49 (1710), La Bặc Tàng Cổn Bố tập tước Trát Tát Khắc Hòa Thạc Đạt Nhĩ Hãn Thân vương (扎萨克和硕达尔罕亲王) của Khoa Nhĩ Thấm tả dực trung kỳ (科尔沁左翼中旗), trở thành Minh trưởng của Triết Lý Mộc minh (哲里木盟), được hành tẩu tại ngự tiền. Năm thứ 42 (1713), ông cưới Quận chúa - con gái thứ năm của Dụ Hiến Thân vương Phúc Toàn làm chính thê.
Năm Ung Chính thứ 9 (1731), đại quân tấn công Cát Nhĩ Đan, ông nhậm mệnh cùng Bối tử Lạt Thập, Phụ quốc công Cát Nhĩ Bật đề phòng 49 kỳ nội Trát Tát Khắc, ông thỉnh trú quân tại Khắc Lỗ Luân, được chuẩn. Năm Càn Long thứ 6 (1741), ông được ban thưởng 2 ngàn lượng bạc. Năm thứ 8 (1743), ông theo Càn Long Đế đến Thịnh Kinh, Càn Long Đế dừng chân tại bộ lạc của ông, ban cho ông "Hoàng đái" và 3 ngàn lượng bạc trắng. Cùng năm, con trai ông là Sắc Bố Đằng Ba Lặc Châu Nhĩ được ân phong làm Phụ quốc công. Năm thứ 17 (1752), ông qua đời vì bệnh, Càn Long Đế ban thưởng 1 vạn lượng bạc để lo liệu tang sự, con trai Sắc Bố Đằng Ba Lặc Châu Nhĩ tập tước.

## Gia quyến
- Vợ: Quận chúa Ái Tân Giác La thị (1700 - 1733), con gái Dụ Hiến Thân vương Phúc Toàn và Thứ Phúc tấn Nạt Lạp thị (納喇氏). Năm 1713 hạ giá lấy La Bặc Tàng Cổn Bố.
- Con cái: Sắc Bố Đằng Ba Lặc Châu Nhĩ, lấy Cố Luân Hòa Kính công chúa, có một con trai.
- Hậu duệ : Ngạch lặc Triết Đặc Mục Nhĩ Ngạch Nhĩ Khắc Ba Bái, con trai duy nhất của Sắc Bố Đằng Ba Lặc Châu Nhĩ và Cố Luân Hòa Kính công chúa, lấy Ái Tân Giác La thị, con gái của Nhàn tản Tông thất Vĩnh Hùng (永雄), tức tằng tôn nữ của Hằng Ôn Thân vương Dận Kì. Có một con gái .